# Angelo Gilardi
Pour les articles homonymes, voir Gilardi.
Angelo Gilardi, né le 21 février 1966, à Olginate, en Italie, est un ancien joueur italien de basket-ball. Il évolue durant sa carrière au poste de pivot.

## Palmarès
- Coupe Korać 1991